# Матанович, Предраг
Предраг Матанович (хорв. Predrag Matanović; 29 января 1969, Сисак — 4 августа 1995, Петриня) — бригадир вооружённых сил Хорватии.

## Биография
Родился 29 января 1969 года в Сисаке. В школе увлекался спортом. В декабре 1990 года добровольно записался в военизированные полицейские части Республики Хорватия, с февраля 1991 года сотрудник Полицейского управления Сисака.
10 июня 1991 года управление было преобразовано во 2-й пехотный батальон 2-й бригады Национальной гвардии Хорватии (позднее 2-я гвардейская моторизованная бригада), и Матанович был назначен командиром 1-й роты 2-го батальона за личные качества, а вскоре занял пост заместителя командира батальона. Участник сражений на Бановине, в окрестностях городов Глина, Драготинац, Козиброд, Комарево, Блиньски-Кут, Слана и Глиньска-Поляна.
Во время войны против Республики Сербская Краина Матанович участвовал в операциях вооружённых сил Хорватии на Дубровацком направлении (операция «Тигр»), Задарско-Новиградском (операция «Масленица», оборона позиций) и Ликском (операция «Буря»). В ходе операции «Тигр», прошедшей в 1992 году, был тяжело ранен, однако после лечения вернулся в строй и возглавил 2-й пехотный батальон. Сослуживцами считался образцом для подражания с точки зрения военных и морально-волевых качеств. Окончил школу офицеров при хорватском военном училище имени Петара Зриньского в Загребе во время войны.
4 августа 1995 года погиб во время сражения у местечка Колония на пути в Петриню: 2-я гвардейская бригада атаковала позиции армии Сербской Краины у Петрини. Матанович был ранен снайпером в руку, а в разгар боя был смертельно ранен осколочным снарядом. После войны его имя было присвоено казарме ВС Хорватии в Петрине, а в 2015 году в Петрине именем Предрага Матановича была названа улица. Воинское звание при жизни — полковник, посмертно произведён в бригадиры.
После смерти остались вдова Наталия и сын Леонардо.

## Награды
- Орден князя Домагоя
- Орден Николы Шубича Зриньского
- Орден Бана Елачича
- Медаль «В память об Отечественной войне»
- Орден Петра Зриньского и Франа Крсто Франкопана
- Медаль за участие в операции «Буря»
- Благодарность Президента Республики Хорватия
- Благодарность командующего 1-го округа вооружённых сил Хорватии
- Золотая планка «Гром»